# Gran Premio di Zandvoort 1949
Il Gran Premio di Zandvoort 1949 è stato un Gran Premio di automobilismo della stagione 1949.

## Gara

### Resoconto
La prima batteria fu vinta agevolmente da Villoresi, mentre nella seconda l'altro pilota Ferrari, Alberto Ascari si classificò al secondo posto alle spalle dell'inglese Reg Parnell. Il pilota Maserati, così come il compagno di squadra Giuseppe Farina, allo scatto della finale anticipò la partenza subendo così una penalizzazione in classifica di un minuto sul risultato finale. Le due Ferrari fecero corsa di testa fino al trentacinquesimo giro quando Ascari fu vittima di uno spettacolare incidente a causa della perdita di una ruota, fortunatamente il pilota ne uscì incolume anche se fu costretto al ritiro.

### Risultati

#### Finale
| Pos | Nr | Pilota               | Vettura          | Giri | Tempo/Ritiro           |
| --- | -- | -------------------- | ---------------- | ---- | ---------------------- |
| 1   | 1  | Luigi Villoresi      | Ferrari 125      | 40   | 1h21:06.9              |
| 2   | 16 | Toulo de Graffenried | Maserati 4CLT/48 | 40   | + 30.3                 |
| 3   | 3  | Prince Bira          | Maserati 4CLT/48 | 40   | + 41.9                 |
| 4   | 2  | Giuseppe Farina      | Maserati 4CLT/48 | 40   | + 1:23.7 (1 min. pen.) |
| 5   | 21 | Philippe Étancelin   | Talbot-Lago T26C | 40   | + 1:52.7               |
| 6   | 15 | Reg Parnell          | Maserati 4CLT/48 | 40   | + 2:00.2 (1 min. pen.) |
| 7   | 17 | Bob Gerard           | ERA Tipo B       | 39   | + 1 giro               |
| 8   | 9  | Louis Rosier         | Talbot-Lago T26C | 39   | + 1 giro               |
| 9   | 6  | Johnny Claes         | Talbot-Lago T26C | 38   | + 2 giri               |
| 10  | 7  | David Hampshire      | ERA Tipo A       | 35   | + 5 giri               |
| Rit | 14 | Alberto Ascari       | Ferrari 125      | 35   | Incidente              |
| Rit | 5  | Cuth Harrison        | ERA Tipo B       | 27   | Guasto                 |
| Rit | 20 | Geoff Crossley       | Alta GP          | 25   | Surriscaldamento       |